# Furacão Ivo (2007)
O furacão Ivo foi o décimo segundo ciclone tropical, a nona tempestade nomeada e o quatro furacão da temporada de furacões no Pacífico de 2007. Uma área de distúrbios meteorológicos tornou-se a depressão tropical Doze-E em 18 de setembro e tornou-se uma tempestade tropical apenas 10 horas depois. Ivo experimentou uma rápida intensificação, e no dia seguinte, Ivo tornou-se um furacão.
Ivo seguiu por uma trajetória similar ao da trajetória do Furacão Henriette, que duas semanas antes havia atingido o noroeste do México.

## História meteorológica

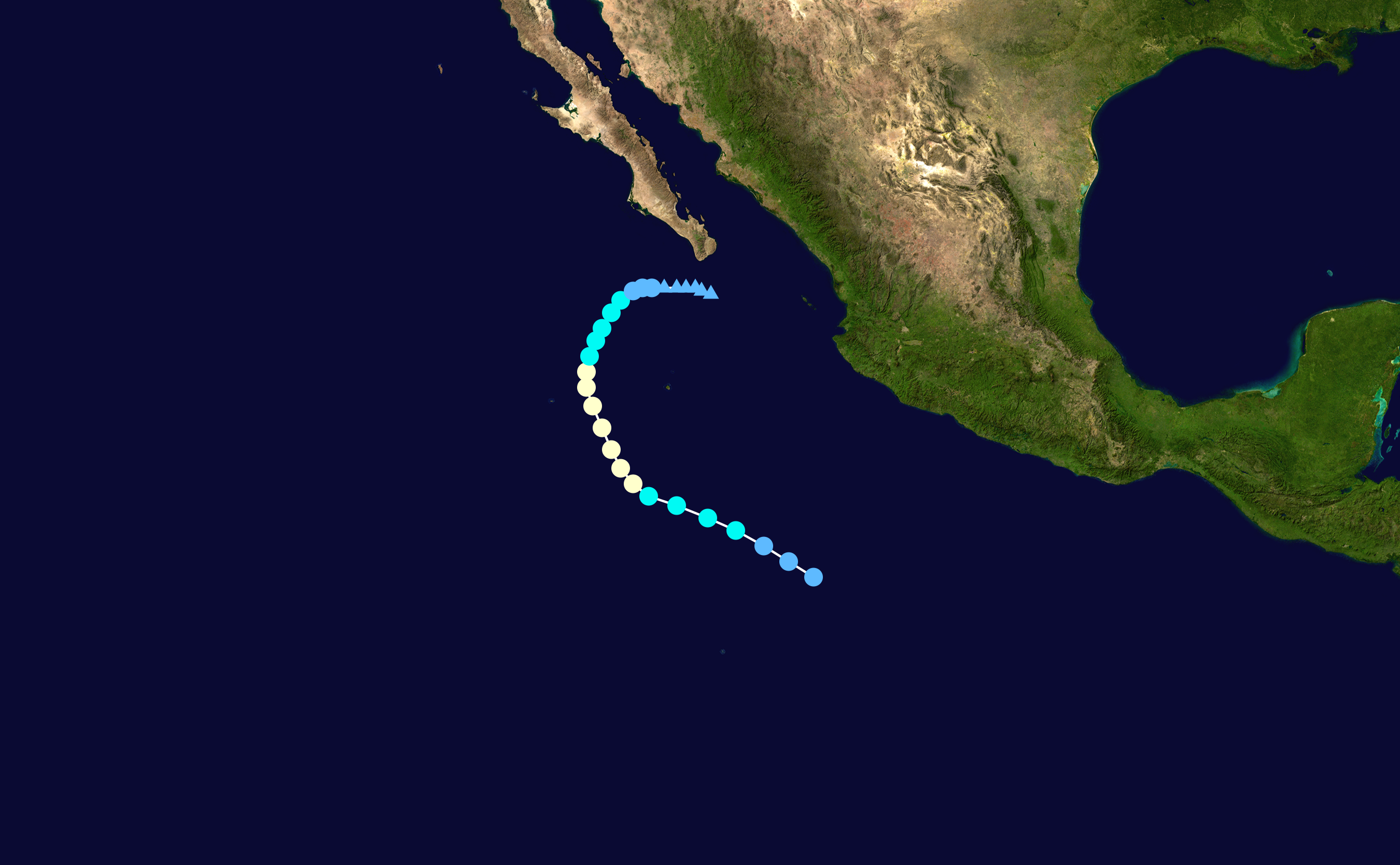
O caminho de Ivo.

Ivo formou-se de uma onda tropical que deixou a costa ocidental da África em 1 de Setembro. A onda tinha poucas áreas de convecção assim que cruzava o Atlântico até alcançar o Mar do Caribe oriental. A onda alcançou a América Central e adentrou na bacia do Oceano Pacífico nordeste em 15 de Setembro. A partir daí, a onda começou a mostrar sinais de organização. Uma grande área de baixa pressão formou-se em associação a onda e as classificações Dvorak começaram. O sistema se organizou gradualmente e tornou-se uma depressão tropical por volta das 06:00 UTC de 18 de Setembro, cerca de 740 km a sul-sudoeste de Manzanillo, México.
A depressão inicialmente deslocou-se para oeste-noroeste ao sul de uma crista que se estendia para oeste sobre o norte México. Sob fracos ventos de cisalhamento vindos do norte, o ciclone se fortaleceu e tornou-se uma tempestade tropical por volta da meia-noite de 19 de Setembro, cerca de 970 km ao sul de Cabo San Lucas, extremo sul da Península de Baja California, México. Ivo continuou a se fortalecer e tornou-se um furacão por volta da meia-noite, cerca de 830 km ao sul-sudoeste de Cabo San Lucas. Assim que uma área de baixa pressão de níveis médios movia-se para o sul em direção a Califórnia, a periferia oeste da alta subtropical se degenerou e fez que Ivo deslocasse para noroeste em 20 de Setembro. Durante aquele dia, imagens de satélites no canal microondas mostraram um olho bem definido, embora o olho fosse visível intermitentemente em imagens de satélite no canal visível. Ivo alcançou seu pico de intensidade por volta das 18:00 UTC do mesmo dia, com ventos constantes de 130 km/h.
Na madrugada de 21 de Setembro, fluxos orientais associados com uma grande área de baixa pressão de altos níveis começaram a enfraquecer o fluxo externo de Ivo e então o ciclone começou a se enfraquecer. Assim que Ivo começou a se deslocar para norte na periferia da alta subtropical, que se reformara outrora, o padrão de nuvens do furacão começou a se deteriorar e Ivo se enfraqueceu para uma tempestade tropical por volta das 18:00 UTC daquele dia, cerca de 510 km a sudoeste de Cabo San Lucas. Ivo começou a se deslocar para norte-nordeste, ainda na periferia da alta subtropical em 22 de Setembro e, apesar de estar situado sobre águas quentes, continuava a se enfraquecer devido aos ventos de cisalhamento assim que se aproximava da Península da Baixa Califórnia. Ivo se enfraqueceu para uma depressão tropical por volta da meia-noite UTC de 23 de Setembro, cerca de 240 km a oeste-sudoeste de Cabo San Lucas. As áreas de convecção profunda associadas a Ivo diminuíram  e Ivo se degenerou numa área de baixa pressão remanescente no final daquele dia, a cerca de 150 km de Cabo San Lucas. A área de baixa pressão remanescente de Ivo deslocou-se para leste e dissipou-se completamente na madrugada de 25 de Setembro.

## Preparativos e impactos

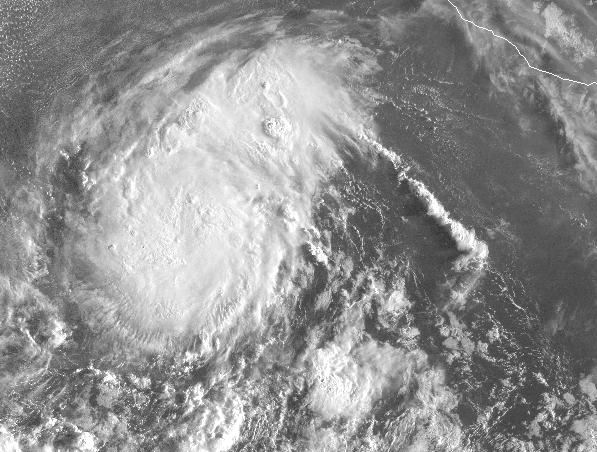
Ivo como tempestade tropical a 800 km da costa pacífica mexicana.

O furacão Ivo apenas assustou o México. Ivo mobilizou alguns estados mexicanos com avisos e alertas de furacão e tempestade tropical.

### Baja California Sur
Na manhã de 20 de setembro, o Conselho Estadual de Defesa Civil de Baja California Sur decretou "Alerta Verde" no estado, devido ao índice de perigos baixo. O Serviço Nacional de Meteorologia Mexicano estabeleceu uma zona de alerta preventiva no sul da Península de Baja California, devido à mudança de trajetória de Ivo, ameaçando a península.
Em 23 de setembro, antes da iminente chegada de Ivo à costa sul de Baja California Sur, o diretor da Defesa Civil no estado, José Gajón de la Toba, informou que pouco mais de 100 abrigos estavam prontos se necessário, segundo o que tinha determinado o Conselho Estadual de defesa Civil. Tais abrigos estavam em Los Cabos, La Paz e Comondú.

## Sinaloa
O Diretor do Conselho Estadual da Defesa Civil, Fernando Miguel Diaz, informou que ele já tinha decretado "alerta azul" no porto de Mazatlán, diante da ameaça que o sistema representava. O diretor também disse que os municípios restantes estavam em "alerta verde".
Ele também avisou sobre a possibilidade da suspensão da exportação de camarão, o que foi concretizado entre a comunidade pesqueira no estado.

## Sonora
O governador de Sonora, Eduardo Bours, declarou "alerta azul" para os municípios do sul do estado, mesmo que as previsões dissessem que Ivo iria se enfraquecer e atingir o estado como no máximo uma depressão tropical.